# Rocky Boy West (Montana)
Rocky Boy West es un lugar designado por el censo ubicado en el condado de Chouteau en el estado estadounidense de Montana. En el Censo de 2010 tenía una población de 890 habitantes y una densidad poblacional de 63,02 personas por km².

## Geografía
Rocky Boy West se encuentra ubicado en las coordenadas 48°17′50″N 109°59′31″O / 48.29722, -109.99194. Según la Oficina del Censo de los Estados Unidos, Rocky Boy West tiene una superficie total de 14.12 km², de la cual 14.12 km² corresponden a tierra firme y (0%) 0 km² es agua.

## Demografía
Según el censo de 2010, había 890 personas residiendo en Rocky Boy West. La densidad de población era de 63,02 hab./km². De los 890 habitantes, Rocky Boy West estaba compuesto por el 1.35% blancos, el 0% eran afroamericanos, el 96.74% eran amerindios, el 0% eran asiáticos, el 0% eran isleños del Pacífico, el 0% eran de otras razas y el 1.91% pertenecían a dos o más razas. Del total de la población el 4.16% eran hispanos o latinos de cualquier raza.